# دهستان شورکات جنوبی
دهستان شورکات جنوبی یکی از دهستان‌های استان آذربایجان شرقی است که در بخش ایلخچی شهرستان اسکو واقع شده‌است.